# The Ultimate Pinball Quest
The Ultimate Pinball Quest is een videospel voor de platforms Commodore Amiga. Het spel werd uitgebracht in 1993. 